# 夏の夜の夢 (メンデルスゾーン)
『夏の夜の夢』（なつのよのゆめ、ドイツ語: Ein Sommernachtstraum）は、フェリックス・メンデルスゾーンが作曲した演奏会用序曲（作品21, MWV P 3）および劇付随音楽（作品61, MWV M 13）である。いずれもシェイクスピアの戯曲『夏の夜の夢』が元になっている。中でも『結婚行進曲』 (Hochzeitsmarsch) は有名である。

## 序曲（作品21）
序曲『夏の夜の夢』ホ長調 作品21, MWV P 3 は、1826年に作曲された。
もとはメンデルスゾーンが姉のファニーと楽しむためのピアノ連弾曲として書いたものであったが、すぐにこれをオーケストラ用に編曲した。この作品を完成させた時、メンデルスゾーンはわずか17歳であったが、作品は驚異的な完成度と豊かな創意を誇っている。

### 楽器編成
フルート2、オーボエ2、クラリネット2、ファゴット2、ホルン2、トランペット2、オフィクレイド1（現在ではテューバで演奏する）、ティンパニ1人、弦五部

### 構成
アレグロ・ディ・モルト、ホ長調、2分の2拍子（アラ・ブレーヴェ）。演奏時間は約12分。
ロマンティックで表情豊かな作品ながらも古典的なソナタ形式を踏まえた序曲として構成されている。神秘的な序奏に続いて、第1主題の跳ね回る妖精たちや第2主題群に聞こえるクラリネットによるロバのいななきの描写は有名である。さまざまな特徴的な音型やあらゆる楽器の音色効果を用いて、妖精たちや動物（獣人）の住む幻想的な世界を描写している。

## 劇付随音楽（作品61）
序曲に感銘を受けたプロイセン王フリードリヒ・ヴィルヘルム4世の勅命により、メンデルスゾーンは1843年に序曲の主題も再利用して『夏の夜の夢』上演のための劇付随音楽（作品61, MWV M 13）を作曲することとなった。その際、作品21はそのまま序曲として流用された。作品21と作品61は従って別々の時期の作品であるが、作品61の全曲または抜粋が演奏される際には作品21も共に演奏されることが多い。
作品61の劇付随音楽は、以下の12曲で構成されている。
1. スケルツォ
アレグロ・ヴィヴァーチェ、ト短調、8分の3拍子。
2. 情景（メロドラマ）と妖精の行進
3. 歌と合唱「舌先裂けたまだら蛇」（ソプラノ、メゾソプラノ独唱と女声合唱が加わる）
4. 情景（メロドラマ）
5. 間奏曲
アレグロ・アパッショナート、イ短調、8分の6拍子。
6. 情景（メロドラマ）
7. 夜想曲
コン・モート・トランクイッロ、ホ長調、4分の3拍子。
8. 情景（メロドラマ）
9. 結婚行進曲
アレグロ・ヴィヴァーチェ、ハ長調、4分の4拍子。
10. 情景（メロドラマ）と葬送行進曲
11. 道化者たちの踊り（ベルガマスク舞曲）
アレグロ・ディ・モルト、ロ長調、2分の2拍子（アラ・ブレーヴェ）。

「無骨者の踊り」と表記される場合もある。
12. 情景（メロドラマ）とフィナーレ
ソプラノ、メゾソプラノ独唱と女声合唱が加わる。

オーケストラの楽器編成は前記の序曲とほぼ同じだが、「結婚行進曲」ではトランペット1、トロンボーン3、トライアングル、シンバルが加わる。
また、「スケルツォ」「間奏曲」「夜想曲」「結婚行進曲」を抜粋し、序曲と組み合わせて組曲の形で演奏することがしばしば行われる。

## 題名について
シェイクスピアの戯曲の原題 "A Midsummer Night's Dream" の訳語は古くから『真夏の夜の夢』（まなつのよのゆめ）が用いられており、メンデルスゾーンの序曲・劇音楽も同様であったが、近年、戯曲に関しては『夏の夜の夢』に変わりつつある（夏の夜の夢#midsummer nightの時期と日本語訳題を参照）。ただし、こうした変更はクラシック音楽の分野では文学や演劇の分野に比べて遅れがちなのが常であり、『夏の夜の夢』も例外ではない。なお、メンデルスゾーンによるドイツ語の原題は、上記のとおり "Ein Sommernachtstraum" であり、直訳すると単に『夏の夜の夢』である。

## その他
- 1935年の映画『真夏の夜の夢』では全編で本作が使用されている。
- 映画「ドラえもん のび太と銀河超特急」の中に、「序曲」「スケルツォ」「妖精の行進」「結婚行進曲」が用いられている。
- 1987年のコスモ証券のCMでは、リンゼイ・ケンプによる舞踏とともに「序曲」の第2主題部（「道化者たちの踊り」の主題）が使用された。
- 「結婚行進曲」に日本語歌詞をつけた「パパパパーンの歌」（keyco）がゼクシィのCMに使用されていた。（2005年）
- 斎藤晴彦も「結婚行進曲」に歌詞をつけて歌うネタを披露している。